# Гур (приток Амура)
Гур (до 1973 года — Хунгари) — река в Хабаровском крае России, правый приток Амура.

## Описание
Длина реки — 349 км, площадь бассейна — 11 800 км². Протекает преимущественно в западном и южном направлениях. Исток — на западных склонах Сихотэ-Алиня. Впадает в Усть-Гурскую (Хунгарийскую) протоку Амура несколько выше села Усть-Гур Амурского района (в 4 км выше села Вознесенское). На реке — посёлки Кенай, Уктур, Снежный и посёлок городского типа Гурское. Между ними, вдоль реки, проходит участок линии Дальневосточной железной дороги.
Осенью по реке Гур идёт на нерест кета.

### Притоки (км от устья)

Бассейн Амура.

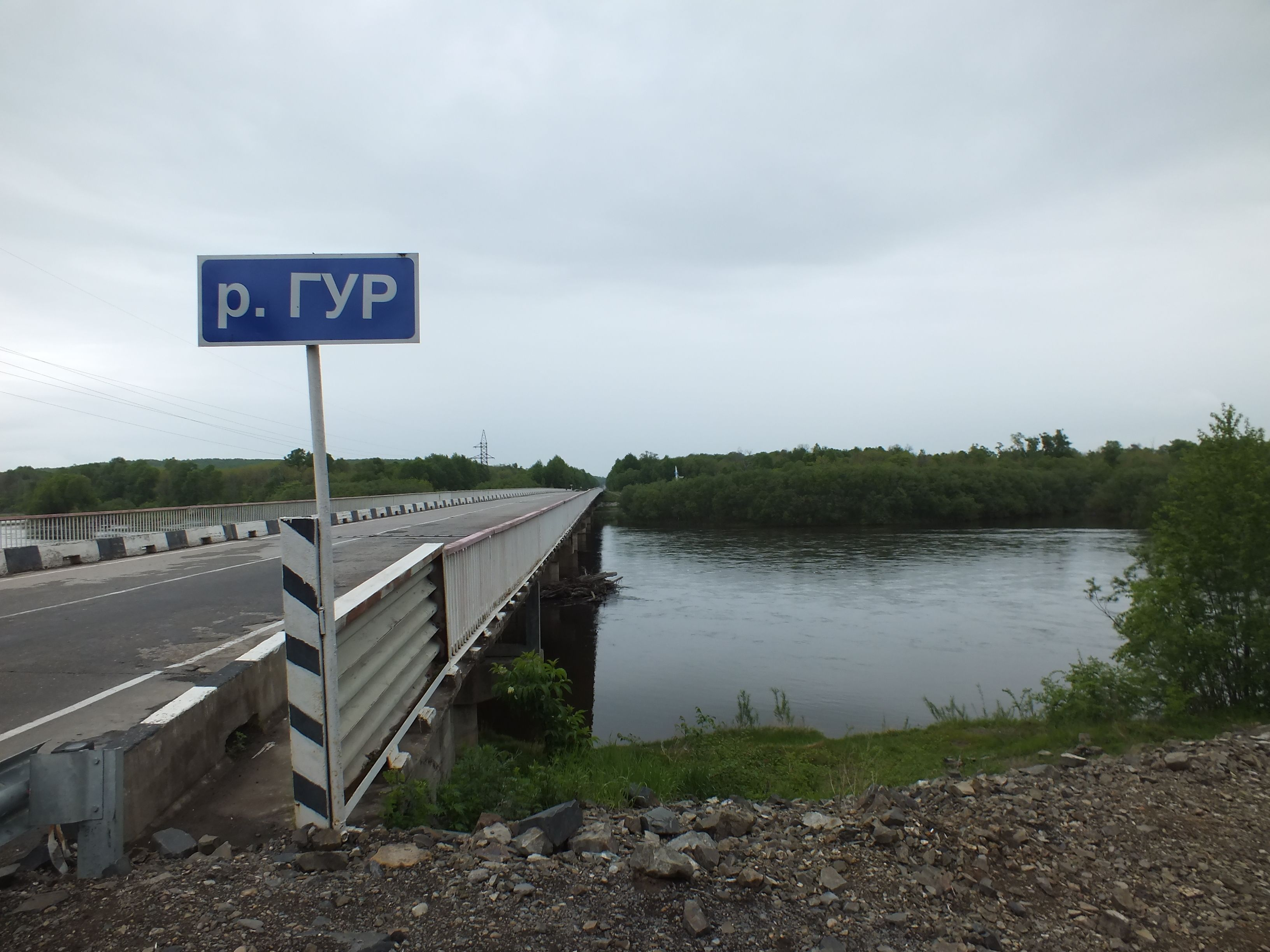
Мост через реку Гур на автодороге Хабаровск — Комсомольск-на-Амуре.

- 47 км: река Чермал (Чимали) (лв)
- 94 км: река Хосо (лв)
- 169 км: река Уктур (пр)
- 231 км: река Джаур (лв)

## Данные водного реестра
По данным государственного водного реестра России относится к Амурскому бассейновому округу, речной бассейн реки — Амур, речной подбассейн реки — Амур от впадения р. Уссури до устья, водохозяйственный участок реки — Амур от г. Хабаровск до г. Комсомольск-на-Амуре.
Код объекта в государственном водном реестре — 20030900112118100072868.